# Forsyth Barr Stadium
Forsyth Barr Stadium è un impianto sportivo multifunzione neozelandese che si trova a Dunedin, capoluogo della regione di Otago.
Completamente coperto in maniera permanente, fu costruito tra il 2009 e il 2011 come rimpiazzo del vecchio Carisbrook, vetusto stadio plurisecolare.
Ospitò, appena ultimato, gare della Coppa del Mondo di rugby 2011.
Capace di più di 30000 posti, è il terreno di casa del club calcistico Southern United, della formazione provinciale di rugby dell'Otago e della franchise di Super Rugby degli Highlanders.
Nel 2023 è destinato a ospitare gare della nona edizione del campionato mondiale femminile di calcio.
La proprietà della struttura è comunale; il terreno è in erba ibrida con tecnologia GrassMaster, primo impianto coperto ad adottare tale combinazione.

## Storia
Nel 2005 la municipalità di Dunedin si interrogava sull'opportunità di continuare o meno a utilizzare il superato Carisbrook, stadio che stava per celebrare di lì a pochi mesi il 125º anniversario della propria fondazione; un anno più tardi fu deciso di costruire una nuova struttura nel quadro dell'ampliamento dell'Università di Otago la cui caratteristica principale fu di essere completamente e permanentemente coperta con un tetto trasparente ma al contempo dotata di campo in erba naturale, combinazione mai adottata in precedenza in alcun impianto sportivo nel mondo: infatti, fondi in erba come quello del Millennium Stadium a Cardiff sono sovrastati da un tetto richiudibile, mentre invece stadi chiusi come il Silverdome in Michigan presentavano un tappeto sintetico.
I lavori, iniziati a giugno 2009 su progetto degli studi Populous e Jasmax, durarono circa due anni: il sito individuato, una zona riviera nei pressi dell'università, all'esturario del fiume Leith nel porto di Otago.
L'erba del terreno è ibrida con tecnologia GrassMaster (erba naturale rinforzata da fibre di materiale plastico iniettate nel terreno.
Il tetto è composto da due strati di ETFE con un'intercapedine d'aria a separarli, e filtra circa il 90% della radiazione ultravioletta della luce solare.
Anche parte delle facciate laterali sono di tale materiale plastico; le due tribune sono sfalsate in altezza per permettere alla luce naturale di illuminare l'interno dello stadio.
Benché lo stadio sia coperto esso non è completamente chiuso: è stato infatti progettato per permettere passaggio dell'aria al fine di garantire l'idoneo livello di umidità al tappeto erboso.
La facciata inferiore del tetto si trova a 37 m dal filo del prato di gioco; tutto l'impianto, della superficie di circa 30000 m², è confinante con l'università e condivide con essa alcuni servizi.
Subito dopo l'inaugurazione lo stadio ospitò quattro incontri della fase a gironi della Coppa del Mondo di rugby 2011 organizzata dalla Nuova Zelanda; dalla stagione sportiva successiva divenne l'impianto di casa delle formazioni rugbistiche di Otago (campionato nazionale provinciale) e Highlanders (Super Rugby) in sostituzione del vecchio Carisbrook; dalla stagione calcistica 2011-12 è anche l'impianto dell'allora Otago United, oggi Southern United.
Con l'assegnazione congiunta ad Australia e Nuova Zelanda dell'organizzazione del campionato mondiale femminile di calcio 2023, Forsyth Barr è una delle sedi designate a ospitare gare della manifestazione.

## Incontri internazionali di rilievo

### Rugby a 13
| Arbitro: | Phil Bentham |

|                     |    |               |
| Nightingale Vatuvei | mt | Hall Charnley |
| S. Johnson (2)      | tr | Widdop        |

### Rugby a 15
| Arbitro: | Bryce Lawrence |

|                                               |      |                    |
|                                               | mt   | 67’ B. Youngs      |
|                                               | tr   | 67’ Wilkinson      |
| F. Contepomi 8’ Rodriguez Gurruchaga 22’, 45’ | c.p. | 11’, 75’ Wilkinson |

| Arbitro: | Jonathan Kaplan |

|                                     |      |                           |
| O’Driscoll 47’ Earls 52’, 80’       | mt   |                           |
| O’Gara 47’, 52’ Sexton 80’          | tr   |                           |
| O’Gara 7’, 18’, 35’, 44’ Sexton 70’ | c.p. | 11’, 21’ Mirco Bergamasco |